# Marcha por la vida y la familia en Guayaquil
La marcha por la vida y la familia es una marcha en protesta tanto por la práctica como por la legalidad del aborto, que se llevó a cabo en Guayaquil, y es diferente ciudades simultáneamente en Ecuador. Está organizado por la iglesia católica, iglesias evangélicas, fundaciones y movimientos provida. Los manifestantes suelen usar camisa blancas con mensajes alusivos a la familia tradicional.

## Historia
Estas marchas comenzaron a realizarse luego de que la constitución de Ecuador cambiara en el Gobierno de Rafael Correa, la nueva constitución tendría leyes abiertas a la aprobación de aborto y matrimonió homosexual, Aunque en otros países se realiza de forma anual esta marcha, en Ecuador se realiza esporádicamente y en contrapeso de los movimientos abortistas, por lo que en los últimos años han sido más frecuentes.

### Eventos Católicos
Los católicos suelen organizar marchas multitudinarias, en los cuales suelen asistir entre 15 000 a 100 000 asistentes[cita requerida], con el mismo objetivo de promover valores cristianos de la conservación y protección de la vida.

### Eventos evangélicos
Los distintos eventos sobre la normativa constitucional, se proponen asuntos del matrimonio igualitario y el aborto. En la ciudad de Quito, se organiza el Movimiento Nacional por la Vida y la Familia, que organiza conjuntamente con el sector católico la marcha nacional por la vida y la familia junto con sectores evangélicos. Ante estas convocatorias se hace una marcha nacional que mueve a más un millón de personas. En la ciudad de Quito, se organiza el directorio nacional que lidera el movimiento nacional.[cita requerida]
En junio de 2019 diferentes organizaciones evangélicas organizaron una marcha de manifestación en la Avenida 9 de Octubre para rechazar la resolución de la Corte Constitucional sobre dos casos de matrimonio civil igualitario.